# Centris ferruginea
Centris ferruginea är en biart som beskrevs av Amédée Louis Michel Lepeletier 1841. Centris ferruginea ingår i släktet Centris och familjen långtungebin. Inga underarter finns listade.

## Bildgalleri

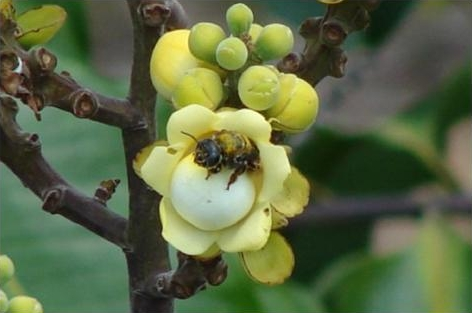